# Nederlandse Vereniging Kritisch Prikken

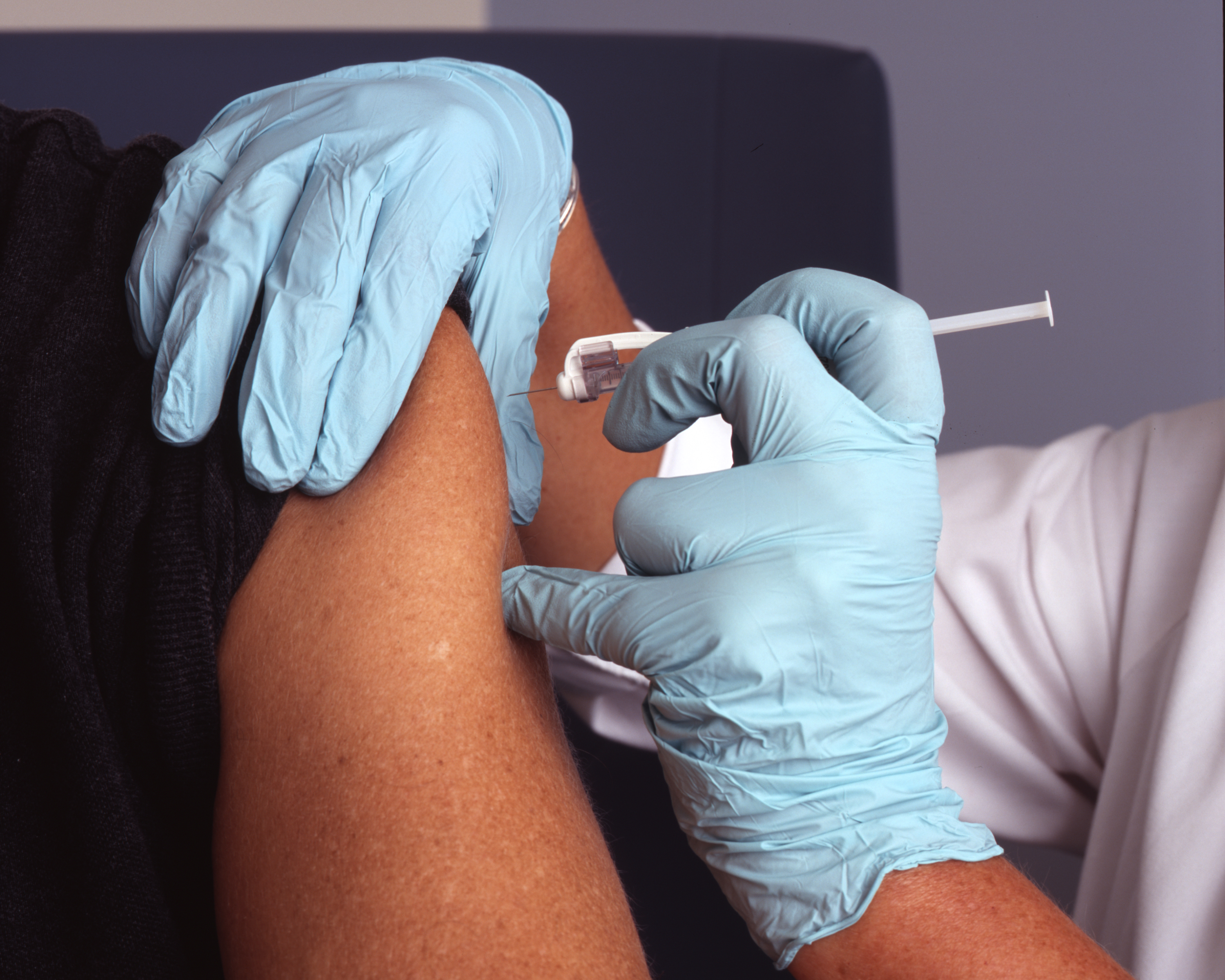
Een verpleegkundige zet een inenting

De Nederlandse Vereniging Kritisch Prikken (NVKP) is een vereniging die is opgericht in 1994 door homeopaten Peter Guinée, Ger Arts en Riet Toussaint en antroposofische consultatiebureau-arts Noor Prent-Tromp. De vereniging heeft volgens eigen zeggen tot doel informatie te verstrekken over vaccinaties om eenieder in staat te stellen zelf een overwogen keuze te maken. Volgens medisch deskundigen benadrukt de vereniging in de praktijk de veronderstelde negatieve aspecten van vaccineren. Organisaties zoals het Rijksinstituut voor Volksgezondheid en Milieu (RIVM) en de Vereniging tegen de Kwakzalverij (VtdK) waarschuwen dat de NVKP onjuiste informatie verstrekt.

## Werkzaamheden
Volgens eigen zeggen wil de vereniging benadrukken dat vaccineren geen verplichting is. Ze wil informeren over vermeende alternatieven voor vaccinatie en pleit voor het verstrekken van een bijsluiter bij de oproep tot (dan wel bij het zetten van de) vaccinatie. Ze strijdt voor maatschappelijke erkenning voor haar opvatting dat er meer vaccinatieschade voorkomt dan bekend is en informeert over behandelingsmogelijkheden van vaccinatieschade. De informatieverstrekking vindt plaats via folders, een website, aanwezigheid op beurzen, een telefonische infolijn en het boek "Ziekten en vaccins nader bekeken".
Voorts pleit de NVKP voor meer wetenschappelijk onderzoek omtrent vaccinatie, veiligheid van de combinatievaccins en naar een eventueel verband tussen wiegendood en het tijdstip van vaccinatie. Ook wil zij graag alternatieven om infectieziekten te bestrijden beter onderzocht zien.

## Standpunten
Naar eigen zeggen pleit de NVKP niet voor of tegen vaccineren. Hoewel zij niet geassocieerd wenst te worden met alternatieve geneeswijzen, is zij van mening dat homeopathie en natuurgeneeskunde als alternatief kunnen worden aanbevolen. De NVKP stelt dat allerlei infectieziekten reeds vóór het begin van vaccinatiecampagnes op de terugtocht waren. De organisatie verdenkt het RIVM van belangenverstrengeling omdat ze zowel vaccins produceert, als deze (eigen vaccins) onderzoekt. Verder beweert de NVKP dat ook in Nederland economische motieven een rol spelen bij het invoeren van inentingen, net zoals in de Verenigde Staten, waar het waterpokkenvaccin is ingevoerd omdat het ziekteverzuim het bedrijfsleven te veel geld kostte. Sommige vaccins, zoals het griepvaccin, zijn volgens de NVKP volstrekt niet effectief..

## Organisatie
Het eerste bestuur had een aanzienlijk aantal leden met een achtergrond in de klassieke homeopathie of antroposofie Ook een meerderheid van het huidige bestuur heeft een achtergrond in de alternatieve geneeskunde, volgens de NVKP website is de huidige (2019) voorzitster, tevens penning-meester mevrouw J.M.A. van Raaij-Schouten, Alternatieve genezer in Driebergen-Rijsenburg Desondanks stelt de NVKP op dezelfde website "los van welke levensbeschouwelijke richting dan ook" te zijn. In 1999, vijf jaar na oprichting had de vereniging circa 500 leden die volgens opgaaf van de NVKP een dwarsdoorsnede van de maatschappij zijn. In 2006 bedroeg het ledental circa 1200.

## Critici
Uit een meta-analyse van 1000 studies blijkt dat vaccins nauwelijks bijwerkingen hebben. Volgens het Rijksinstituut voor Volksgezondheid en Milieu (RIVM) komen ernstige bijwerking zeer zelden voor. Voor zover er bijwerkingen zijn, zijn die meestal mild (zoals tijdelijke gevoeligheid rond de prikplek, koorts en hangerigheid). Volgens het RIVM weegt dit ruimschoots op tegen de risico's die ongevaccineerde mensen lopen. Volgens H.C. Rümke van het RIVM erkent de RIVM de grondslagen van de NVKP niet en werkt ze negatief voor de acceptatie van en het vertrouwen in vaccinaties. Inzake het HPV-vaccin, liet het RIVM in 2009 weten "dat de informatie die de vereniging verspreidt via de media en internet aantoonbaar onjuist is en niet gestoeld is op wetenschappelijke kennis."
De Vereniging tegen de Kwakzalverij (VtdK) noemt de publicaties van de vereniging pseudowetenschap en ziet verbanden tussen het hoge ledendeel dat homeopaat is en de activiteiten van de vereniging Volgens de VtdK bouwt de vereniging voort op misvattingen en foutieve veronderstellingen en haalt ze onderzoekers aan die selectief citeren uit de wetenschappelijke publicaties. Ook bestuursleden zouden zich hier schuldig aan maken. In oktober 2009 ontving NVKP de Meester Kackadorisprijs van de VtdK. De prijs was gebaseerd op de informatiecampagne tégen de HPV-vaccinatie. De NVKP vond dat het vaccin te kort en op te kleine schaal was getest. Daarbij was aldus de NVKP geen wetenschappelijk bewijs gevonden dat het vaccin inderdaad cervixkanker kan voorkomen en verder onschadelijk was.